# Ula provecta
Ula (Ula) provecta là một loài ruồi trong họ Pediciidae. Chúng phân bố ở vùng sinh thái Palearctic.